# Fatma Sultan (fille de Sélim Ier)
Pour les articles homonymes, voir Fatma Sultan.

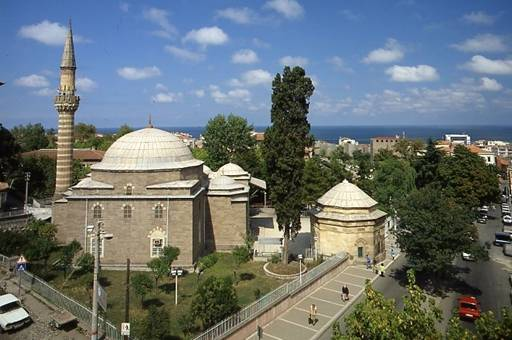
Mosquée et mausolée de Gülbahar Hatun, mère de Sélim Ier et grand-mère de Fatma Sultan, morte à Trébizonde en 1505.

Fatma Sultan est une princesse ottomane, fille de Sélim Ier et Ayşe Hafsa Sultan et sœur du sultan Soliman le Magnifique. Elle naît à l'époque où son père est gouverneur de l'eyalet de Trébizonde, récemment conquis sur les empereurs grecs.
Elle est mariée à Kara Ahmed Pacha, grand vizir de l'Empire ottoman entre 1553 et 1555 et exécuté en cette année en raison d'une intrigue de cour. Le nombre d'enfants qu'ils ont eu n'est pas connu.